# نيوفيت الحبيس
نيوفيت الحبيس (باليونانية: Νεόφυτος ο Έγκλειστος) أو نيوفيت القبرصي (باليونانية: Νεόφυτος Κύπρου)؛ (1134 — 1214) هو كاهن متوحد وناسك قبرصي، تعده الكنيسة الأرثوذكسية الشرقية من القديسين.

## سيرته
ولد القديس سنة 1134 في قرية كاتودريس الجبلية لعائلة من ثمانية أبناء أبواها من المزارعين؛ أثناسيوس ويودوكسيا. برزت اهتماماته الدينية لعائلته بعد أن فر إلى دير القديس يوحنا ذهبي الفم في كوتسوفنديس تجنبا لزواج رتبه له أهله. بعد لغط واسع، أُلغيت عقود الزواج، وعاد نيوفيت إلى الدير كمبتدئ للرهبنة، ورُسم سنة 1152. خلال هذه الفترة، تلقن نيوفيت القراءة والكتابة، وعُين قيما مساعدا للدير. على الرغم من بوح نيوفيت بشعوره أنه مدعو من الرب لأن يصير ناسكا، رفض رئيس الدير تصريفه لحداثة سنه.
سُمح له مع ذلك، سنة 1158، بالحج إلى الأراضي المقدسة. ولما كان هناك، سعى إلى إيجاد نساك يتبنونه، لكن دون جدوى. عاد إلى قبرص، لكنه ظل يتشوق إلى الحياة النسكية، حاول الهروب إلى جبل لطمس في آسيا الصغرى، لكن قُبض عليه في بافوس أثناء محاولته المغادرة. أُفرج عنه بعد فترة قصيرة، وحيث أن حراس السجن استولوا على ما كان في حوزته، عدل عن الرجوع إلى ديره. في يونيو 1159، قصد هضبة في بافوس ليجد مغارة اُستعملت في السابق من قبل ناسك آخر، وسع نيوفيت المكان، مؤسسا بذلك ثلاث مغاور.
جذبت حياة نيوفيت النسكية تقدير المؤمنين في المنطقة، فصاروا يحضرون له الطعام والهدايا. جذبت سمعته الكثيرين لزيارته ونيل بركته، وفي سنة 1170، رسمه باسيليوس كيناموس، أسقف بافوس، كاهنا وطلب منه اتخاذ تلميذ، هذا الذي أقام، لاحقا، الدير الذي يحمل اليوم اسمه.

## سجلاته التاريخية
كتب نيوفيت سجلاته التاريخية المعنونة "حول الكوارث على دولة قبرص"، (باليونانية: Περὶ τῶν κατὰ χώραν Κύπρον σκαιῶν) الذي يعود تاريخ تدوينه إلى سنة 1196، هذا يعتبر أحد قلة من المصادر اليونانية الأولية التي أرّخت لأحداث الحملة الصليبية الثالثة في قبرص، وملاحقة الملك الإنجليزي ريتشارد قلب الأسد للحاكم البيزنطي لقبرص إسحاق كومينوس. كانت مواقف نيوفيت سلبية تجاه الحملات الصليبية، ويعتبر عمله هذا معادي لِلَّيْتَنَةِ (اللاتين).
توفي سنة 1214 عن عمر الثمانين، وإذ حُفظت أعماله الشاهدة على أولى الحملات الصليبية، فإن نيوفيت يعتبر من أهم الكتاب والمؤرخين في تاريخ كنيسة قبرص.

## وصلات خارجية
قالب: بذرة قديس قبرصي